# Michel Marfaing
Michel Marfaing (Pamiers, 6 marzo 1970) è un ex rugbista a 15, allenatore di rugby a 15 e dirigente sportivo francese, tre quarti ala del Tolosa per tutta la sua carriera professionistica.

## Biografia
Cresciuto nel Pamiers, squadra della sua città natale, passò successivamente al Tolosa con il quale esordì in campionato; al Narbona dal 1990, con tale club raggiunse la finale di campionato nel 1991.
Divenuto professionista nel 1996 e tornato al Tolosa, si laureò campione d'Europa alla sua prima stagione nel club rossonero, e vinse tre titoli di campione di Francia nel 1997, 1999 e 2001, oltre a far parte della squadra che vinse di nuovo la Heineken Cup nel 2002-03, ultima stagione europea di Marfaing.
L'anno successivo fu anche quello del ritiro definitivo.
Da allora Marfaing ha ricoperto il ruolo di tecnico del settore giovanile del Tolosa nonché direttore del Centro di Formazione dello stesso club.
In Nazionale francese Marfaing vanta due incontri, entrambi nel 1992, contro la Romania in Coppa FIRA e contro l'Argentina nel tour di metà anno.
Con 24 mete realizzate in Heineken Cup con il Tolosa tra il 1996 e il 2003, Marfaing è alla stagione 2008-09 il quarto miglior realizzatore della specialità in tale competizione, insieme a Shane Horgan.

## Palmarès
- Campionati francesi: 3
Tolosa: 1996-97, 1998-99, 2000-01
- Coppe di Francia: 1
Tolosa: 1997-98
- Heineken Cup: 2
Tolosa: 1995-96, 2002-03